# 夜は美女バナ
『夜は美女バナ』（よるはびじょバナ）は、サンテレビジョンで2010年4月2日から同年9月24日まで毎週金曜日深夜25:25 - 26:20に放送されていたバラエティ番組である。略称は「夜バナ」。

## 概要
2003年より4年間放送された『夜美女』の流れをくむ女性視聴者向けのお色気バラエティ番組。メイン出演者には、いとうあさこ、鳥居みゆき、加護亜依が起用。番組は上記3人によるスタジオ・パートと複数のコーナー企画で構成される。各コーナーごとにスポンサーが付き、関連施設が収録場所とされた。
スタジオ・パート
番組進行は、いとうが務める。トーク部分は、出演者たち自身が「雑」と開き直るほど終始とりとめもなく、加護の奔放な発言や鳥居の特異なキャラクターに共演者が困惑する姿もよく見られた。
8月20日放送から最終回まで6週にわたって「占いスペシャル」がおこなわれた。内容は、出演者3人が占い電話相談をするというもの。

## 出演
- いとうあさこ
- 鳥居みゆき
- 加護亜依

### コーナー出演
ハッピー婚活
- 小原正子（クワバタオハラ）（7月2日 - 9月24日）
- 駒井まち
- 西澤史子（エクシオ婚活アドバイザー）

着E-ROOM
- 範田紗々、Hitomi（4月）
- 葵ちひろ、春咲あずみ（5月）
- 周防ゆきこ、範田紗々（6月）
- 相内しおり、春咲あずみ（7月）
- 範田紗々、原紗央莉（8月）
- 相内しおり、椎名みくる（9月）

ホストがしゃべらNIGHT
- 本城真人（CLUB ADAMオーナー） - 司会進行
- 吉田由香 - アシスタント

ミッションO
- かすみ果穂（4月、6月、7月）
- 瑠川リナ（5月）
- 櫻井ゆうこ（8月）
- 範田 紗々（9月）

かかってきなさい
- MEGUMIKO（7月2・9日）- 勝
- 中村葵（7月16・23、30日） - 負、勝
- 竹村美緒（8月6・13日） - 勝
- 寺西永里（8月20・27日） - 勝
- 笹川結衣（9月3・10日） - 負
- 児玉菜々子（9月17・24日） - 勝

特命宣伝員コードネームまっくすパイン
- 雫パイン（4月 - 6月）

明日花キララのクイズdeまっくす
- 明日花キララ（7月 - 9月）

美女道研究所
- 内原茂樹（あかひげ先生）

Joe流 美人
- 重本譲（Joeクリニック院長）
- 蘭いおり - 進行
- 探求者
  - 大森綾乃、石原啓子、土岐葉やや（4月2 - 16日）
  - 新井涼子、藤原りお、青山祥子（4月23日 - 5月7日）
  - 神埼華、谷口泉、岩井恵]（5月14日 - 5月21日）
  - 神埼華、仲間美咲、岩井恵（5月28日）
  - 神埼華、仲間美咲、谷口泉（6月4日）
  - 川原奈央、園田真紀、水野早也（6月11日）

スタジオ・パート
- 相咲裕子（大阪の魔女?）
- 常木英津子（占いアドバイザー）

## コーナー
ハッピー婚活
女性お笑い芸人が、婚活アドバイザー西澤のセミナーを受けて、「エクシオ」主催の婚活パーティーに参加する。初回から6月25日放送回までは、いとうが出演。その後を継いで小原が出演。
着E-ROOM
ルームメイトとしてAV女優2人が月替わり出演。モデルとコーディネーターに分かれて、毎回テーマに沿った「着エロ」を、用意された小道具を使用して制限時間5分で表現する。可愛くなければ青汁や激辛カレーといった罰ゲームが与えられる。収録現場は「ジャガーホテル（梅田・神戸）」。
ホストがしゃべらNIGHT
ホストクラブ「ADAM」のホスト達によるテーマトーク。毎回1つのテーマに沿って体験談や同僚の暴露話などが語られる。画面左のバーテーブルにMC2人、右側の座席にホスト9名が位置取る。収録場所は全て「ADAM」。
ミッションO（オー）
AV女優が月替わりで出演。スナイパーの使命は、おじさま（=O）のハートを奪い取ること。毎回、おじさまの出没しそうなポイントへロケに出かけ、遭遇したおじさまを巧みに誘惑して目標（キスが多い）を達成する。コーナー終わりは「HOTEL BENI」でのセクシーショット。
かかってきなさい
鳥居とグラビアアイドルがパチンコで勝負する。アイドルが勝利すると1万円獲得。負けるとギャラ没収と鳥居から罰ゲームが与えられる。罰ゲームの内容は「生着替え」で、その場で水着姿になった（衣装の下に着用済み）。
対戦ルールは3,000発の持ち玉で1時間1本勝負、1時間後に残り玉が多い方が勝利。1時間以内に玉切れも負け。1回の対決を2週にわたって放送。収録は全て「パチンコ123鶴橋店」で行われた。
特命宣伝員コードネームまっくすパイン
雫パインが“買取りまっくすからのおすすめDVD”の特命宣伝員として指令に挑む。指令は2つ出され、体を使うミニゲームが多い。指令の成否によってDVDの紹介時間が変わる（成功すると1分間、失敗30秒間）。ちなみに尺の関係上か必ず結果は1勝1敗（計90秒）である。　　
明日花キララのクイズdeまっくす
明日花による「なぞなぞ」。2問出題。問題からエッチな答を連想させる所謂ピンクなぞなぞ。問題と答の発表の間に“買取りまっくすからのおすすめDVD”のダイジェスト映像（各45秒、2本目はCMをまたいで）が流される。
美女道研究所
あかひげ先生から毎回1つ研究テーマとして、男女関係に絡んだ「こんなときに一言」といったお題が出され、出演者3人がスケッチブックを使用して回答する大喜利風のコーナー。最後にあかひげ先生がベストアンサーを決める。スタジオ・パート。
Joe流 美人
探求者の理想とする顔“究極の自画像”を美容整形シミュレーション・ソフトを使って表現する。Joeクリニックで収録。

## スタッフ
- ナレーター：南矢念
- 構成：土屋幸喜
- ディレクター：岩松まこと、青山シンゴ
- 技術：コールツプロダクション
- 編集：中村マコト
- メイク：和田明香
- プロデューサー：伊比隆介、山内カオル
- 制作協力：コールツプロダクション
- 制作著作：ダイフク企画